# Twann-Tüscherz
Twann-Tüscherz (franska: Douanne-Daucher) är en kommun i distriktet Biel i kantonen Bern i Schweiz. Kommunen har 1 184 invånare (2023).
Kommunen bildades den 1 januari 2010 genom sammanslagningen av kommunerna Tüscherz-Alfermée och Twann. Kommunen ligger vid Bielsjön och till kommunen hör också större delen av ön Sankt Petersinsel i Bielsjön.